# Северный Истр
Северный Истр (фр. Istres-Nord) — кантон во Франции, находится в регионе Прованс — Альпы — Лазурный Берег, департамент Буш-дю-Рон. Входит в состав округа Истр.
Код INSEE кантона — 1311. Всего в кантон Северный Истр входит 2 коммуны, из них главной коммуной является Истр.
Население кантона на 2008 год составляло 36 664 человека.

## Коммуны кантона
| Коммуна | Население, чел. (1999) | Почтовый индекс | Код INSEE |
| ------- | ---------------------- | --------------- | --------- |
| Истр    | 9748                   | 13800           | 13047     |
| Мирама  | 22 526                 | 13140           | 13063     |